# 4067 Mikhelʹson
4067 Mikhelʹson (1966 TP) là một tiểu hành tinh vành đai chính được phát hiện ngày 11 tháng 10 năm 1966 bởi N. S. Chernykh ở Nauchnyj.